# Tarenna pulchra
Tarenna pulchra är en måreväxtart som först beskrevs av Henry Nicholas Ridley, och fick sitt nu gällande namn av Henry Nicholas Ridley. Tarenna pulchra ingår i släktet Tarenna och familjen måreväxter. Inga underarter finns listade i Catalogue of Life.